# Кемдінське сільське поселення
Кемді́нське сільське поселення (рос. Кэмдинское сельское поселение) — муніципальне утворення у складі Ухтинського міського округу Республіки Комі, Росія. Адміністративний центр — селище Кемдін.

## Населення
Населення — 484 особи (2010; 531 у 2002, 713 у 1989).

## Склад
До складу поселення входять такі населені пункти:
| Населений пункт   | Населення, осіб (1989) | Населення, осіб (2002) | Населення, осіб (2010) |
| ----------------- | ---------------------- | ---------------------- | ---------------------- |
| Гажаяг, присілок  | 50                     | 75                     | 58                     |
| Ізваїль, присілок | 52                     | 46                     | 38                     |
| Кемдін, селище    | 480                    | 312                    | 302                    |
| Лайково, присілок | 131                    | 98                     | 86                     |